# 神戸市警察

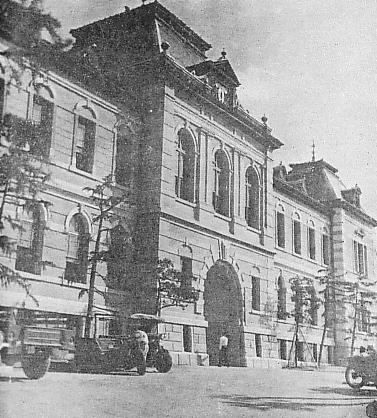
神戸市警察局庁舎

神戸市警察（こうべしけいさつ）は、かつて存在した兵庫県神戸市の自治体警察。

## 概要
従来の兵庫県警察部が解体され、1948年（昭和23年）3月7日に神戸市警察局が設置された。適当な庁舎がなかったので、本部機能は国家地方警察兵庫県本部と長田警察署と生田警察署に分散していた。1950年（昭和25年）6月に旧神戸市役所庁舎に移転した。
1954年（昭和29年）に新警察法が公布された。これにより国家地方警察と自治体警察が廃止され、新たに都道府県警察として兵庫県警察が発足。姫路市警察など県内の自治体警察は兵庫県警察に吸収されたが、神戸市警察は1年に限って存続が許された。
そして、1年後の1955年（昭和30年）7月に、神戸市警察も兵庫県警察に統合され、姿を消した。

## 組織
1955年（昭和30年）時点
- 警務部
  - 秘書課、警務課、会計課、警察学校
- 警ら部
  - 警ら課、警備課、交通課
- 捜査部
  - 防犯課、捜査第一課、捜査第二課

## 警察署
1952年（昭和27年）時点
- 東灘警察署
- 灘警察署
- 葺合警察署
- 生田警察署
- 兵庫警察署
- 長田警察署
- 須磨警察署
- 垂水警察署（旧建物が丹波篠山市の「お菓子の里丹波」に「ミオール館」として保存されている）
- 水上警察署
- 有馬警察署
- 玉津警察署

## 歴代警察本部長（局長）
1. 古山丈夫（警察長）

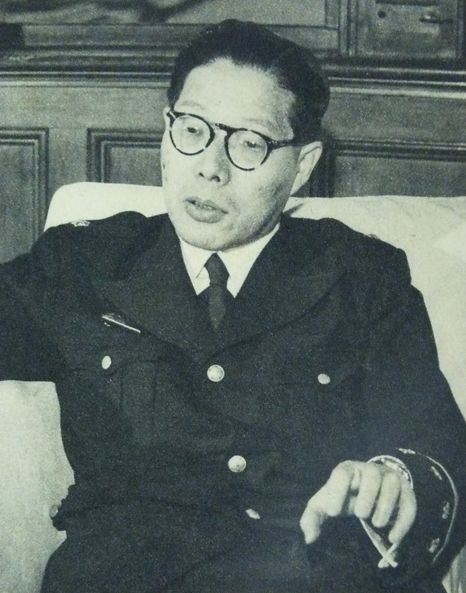
古山丈夫（1954年）

2. 寺門威彦（警視長） - 神戸市警察廃止後は大阪府警察本部警備部長となる